# برجسته‌نمایی

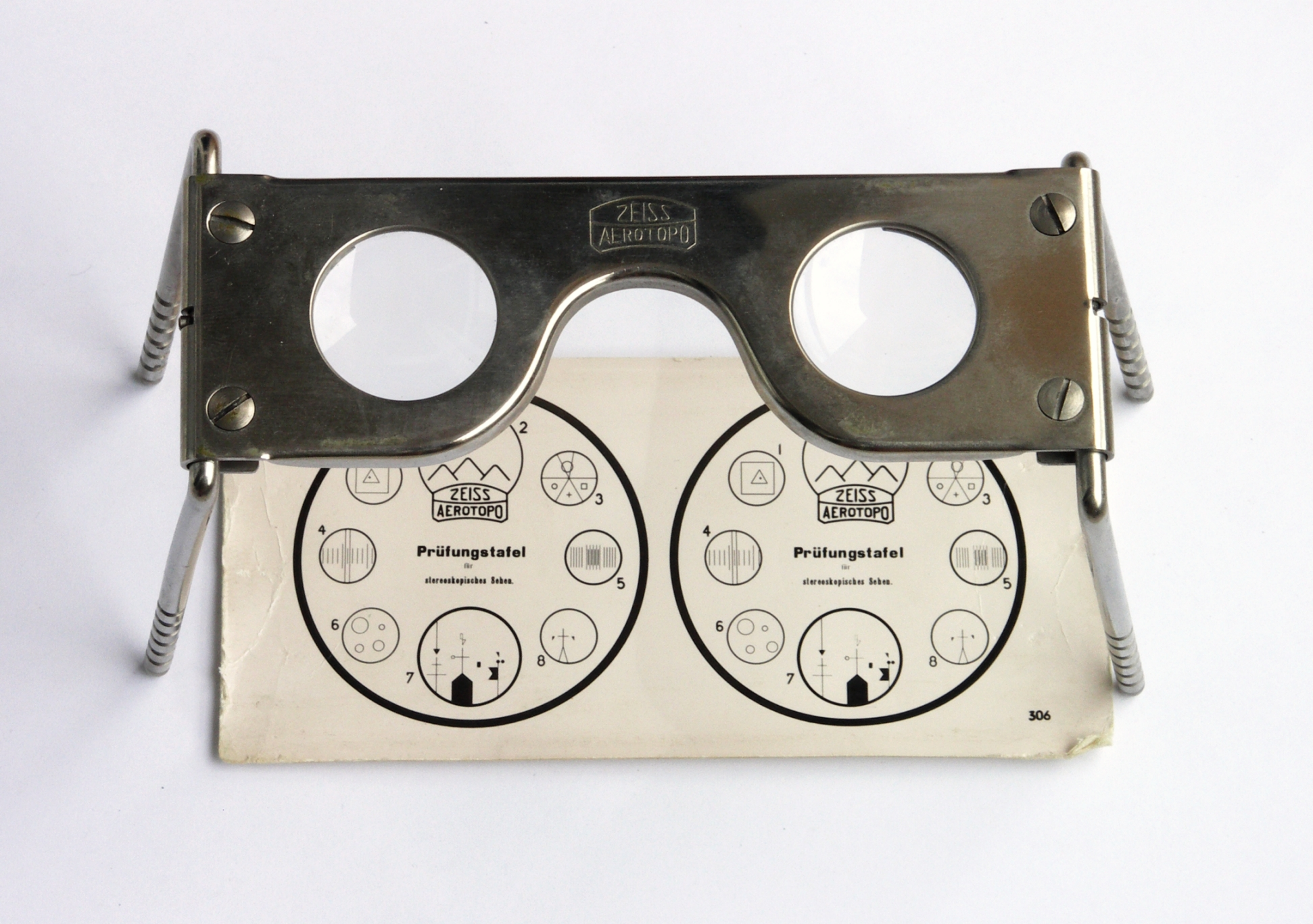
برجسته‌بین جیبی با کاربرد نظامی در عکاسی هوایی.

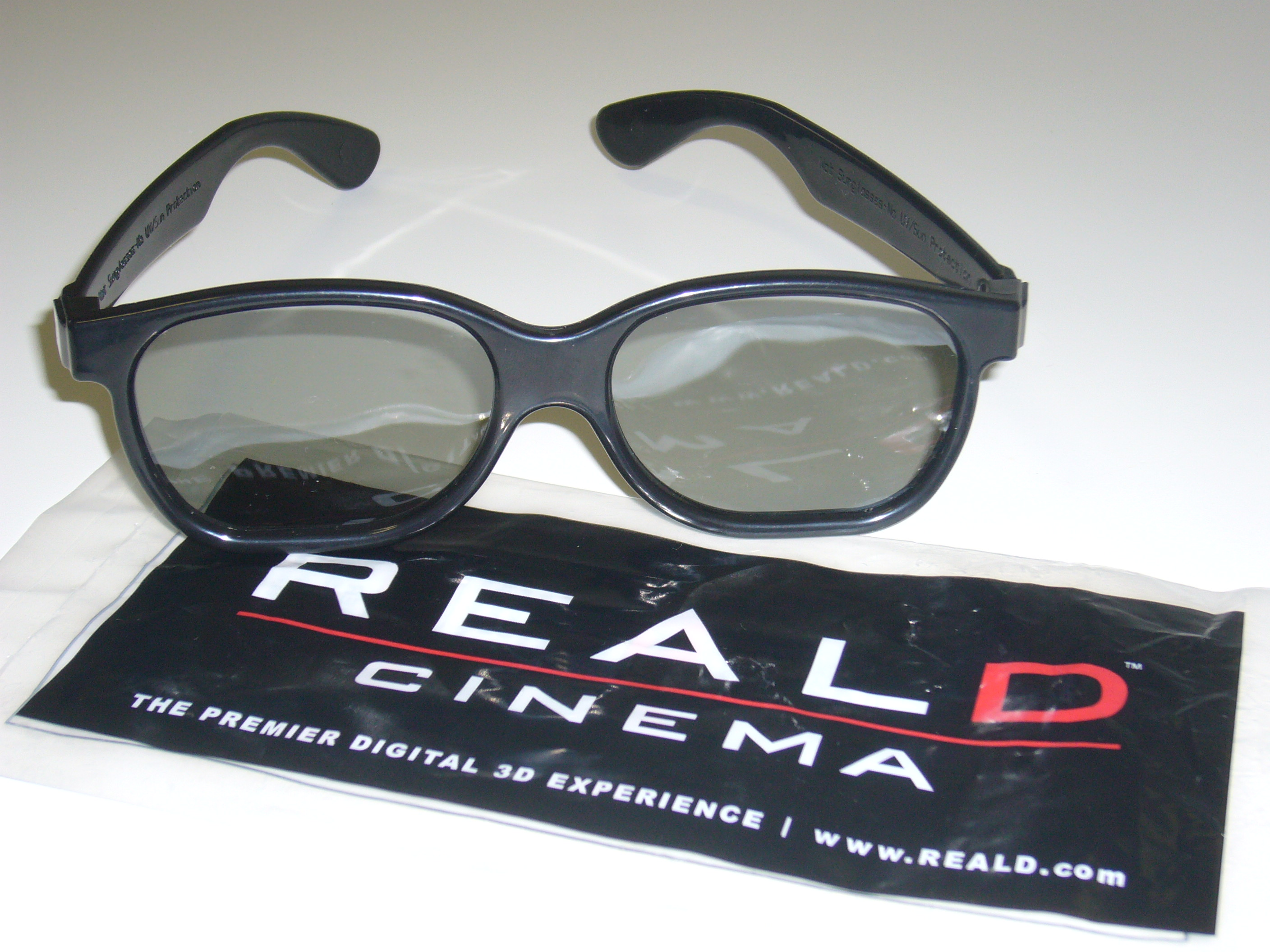
عینک سه‌بعدی قطبیده.

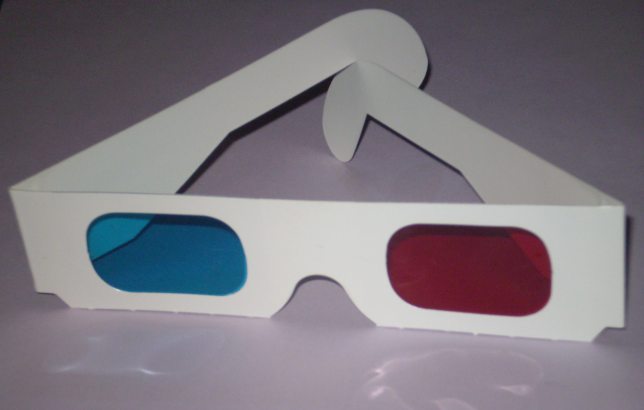
عینک سه‌بعدی رنگی

برجسته‌نمایی، برجسته‌بینی یا استریوسکوپی (به انگلیسی: stereoscopy) شیوه‌ای است برای ایجاد تصور سه‌بعدی در بیننده به‌وسیلهٔ دید دوچشمی. در بیشتر روش‌های برجسته‌بینی دو تصویر معمولی دوبعدی با اندکی تفاوت مقابل چشم راست و چپ قرار می‌گیرند. این دو تصویر دوبعدی در مغز تلفیق شده و دیدن تصویری سه‌بعدی را به بیننده القاء می‌کنند.
مبنای برجسته‌نمایی نشان دادن تصاویر متفاوت به چشم چپ و راست است. در شکل قدیمی این کار به‌وسیلهٔ برجسته‌بین انجام می‌شود. در شکل امروزی در سینمای سه‌بعدی این کار توسط عینک سه‌بعدی انجام می‌شود که انواع متفاوتی دارد، مثلاً عینک رنگی یا عینک قطبیده. در روش عینک رنگی، تصویر روی پرده تلفیقی از دو تصویر است و بیننده که عینکی قرمز و آبی به چشم دارد، با هر چشم فقط یکی از این تصاویر را می‌بیند و در نتیجه فیلم را سه‌بعدی تصور می‌کند.

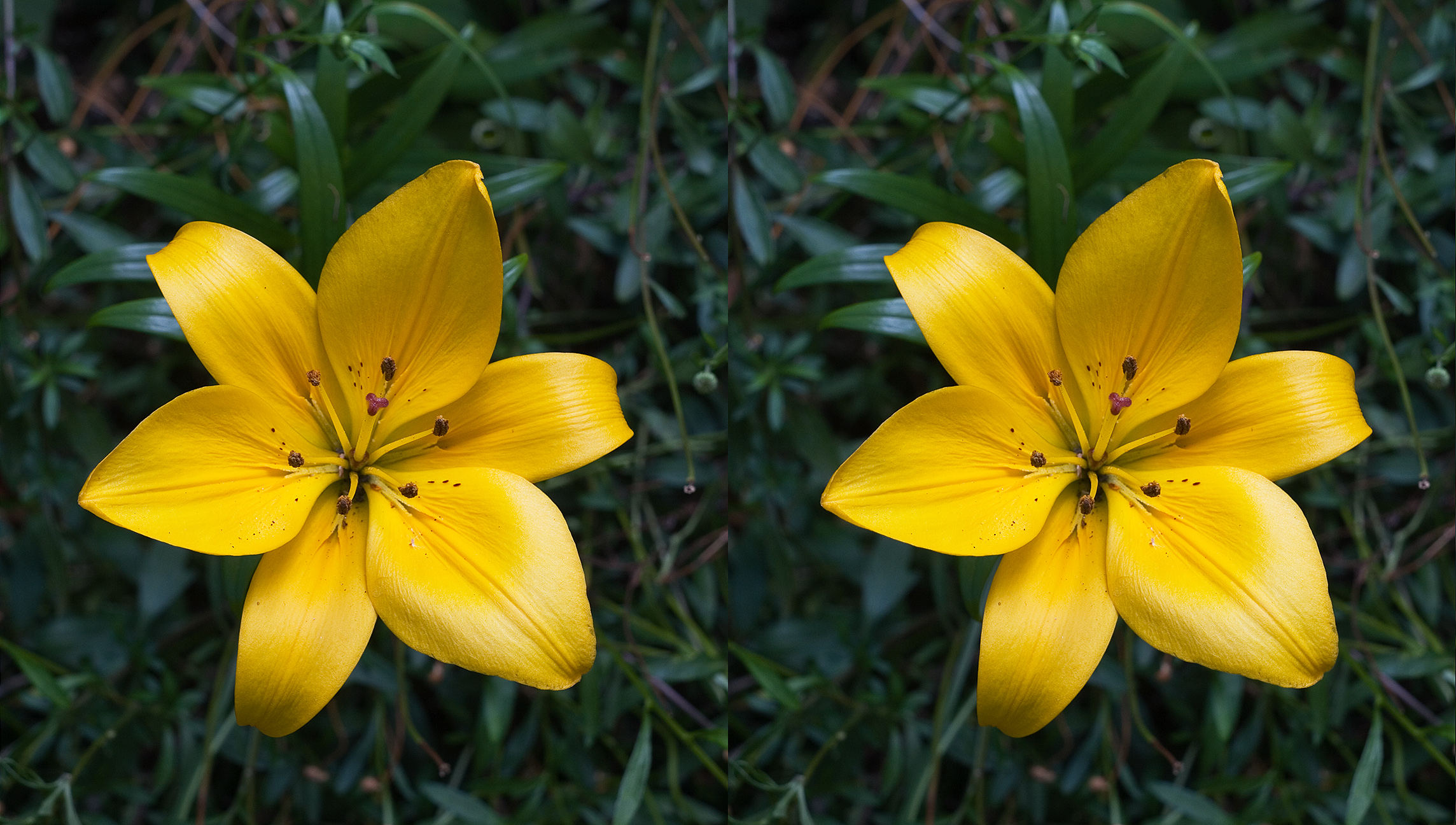
چشم‌ها را تا جایی که دو تصویر فوق را سه تا ببینید لوچ کنید، تصویر وسطی که ترکیب دو تصویر چپ و راست خواهد بود برجسته است و تماشای یک گل واقعی را تداعی می‌کند

یک برجسته‌نما شامل یک جفت تصویر دوبعدی است که منظره‌ای را از زوایای چشم راست و چشم چپ نشان می‌دهند. تماشای ترکیب چنین دو تصویری در یک برجسته‌بین از آنجا که عمق در قالب تفاوت تصاویر در موقعیت‌های راست و چپ تعریف شده است، تجربه‌ای از تماشای تصویری سه‌بعدی به دست خواهد داد.